# Lenguas oceánicas occidentales
Las lenguas oceánicas occidentales son unas doscientas lenguas melanesias que forman una rama del grupo oceánico dentro de la familia austronesia. 
Se habla en las zonas costeras al norte y este de Nueva Guinea, incluyendo Jayapura y el área que rodea a Port Moresby; también en Nueva Bretaña y en otras islas como el archipiélago de las Luisiadas.

## Clasificación
Tradicionalmente, el grupo oceánico occidental incluía a las lenguas meso-melanesias, sin embargo análisis del 2008, redefinen el grupo según la siguiente clasificación:

|  | Punta papú                                                           |
|  |                                                                      |
|  | Schouten                                                             |
|  |                                                                      |
|  | \| \| Nueva Guinea del Norte \| \| \| \| \| \| Willaumez \| \| \| \| |
|  |                                                                      |
|  | Nueva Guinea del Norte                                               |
|  |                                                                      |
|  | Willaumez                                                            |
|  |                                                                      |

|  | Nueva Guinea del Norte |
|  |                        |
|  | Willaumez              |
|  |                        |

- Punta papú: Lenguas que se extienden al oriente de Papúa Nueva Guinea y en islas como Normanby y el archipiélago de las Luisiadas. P. ej.: Idioma motu
- Schouten: Norte de Papúa Nueva Guinea.
- Nueva Guinea del Norte: Al Norte de Nueva Guinea (Papúa y Papúa Nueva Guinea) y sudoeste de Nueva Bretaña.
- Willaumez: Costa norte de Nueva Bretaña.

Otras clasificaciones dividen a las lenguas oceánicas occidentales en 3 grupos: Nueva Guinea del Norte, punta papú y mesomelanesio.

## Comparación léxica
Los numerales en diferentes lenguas oceánicas occidentales:
| GLOSA | PROTO- PUNTA-PAPÚ | PROTO- SCHOUTEN | PROTO- NG Sept. | PROTO- WILLAUMEZ |
| ----- | ----------------- | --------------- | --------------- | ---------------- |
| '1'   | *tamo-/ *ese-     | *ta-            |                 | *tasa            |
| '2'   | *ruwa             | *rua            |                 | *rua             |
| '3'   | *tonu             | *tol            |                 | *tolu            |
| '4'   | *bata/ *-wali     | *wati           |                 | *va              |
| '5'   | *nima             | *lima           |                 | *lima            |
| '6'   | *5+1              |                 |                 | *5+1             |
| '7'   | *5+2              |                 |                 | *5+2             |
| '8'   | *5+3              |                 |                 | *5+3             |
| '9'   | *5+4              |                 |                 |                  |
| '10'  | *5x2              |                 |                 | *savulu          |